# Am Fraoch Eilean
Am Fraoch Eilean är en ö i Storbritannien.   Den ligger i riksdelen Skottland, i den nordvästra delen av landet, 600 km nordväst om huvudstaden London.